# Охорона федерального кордону

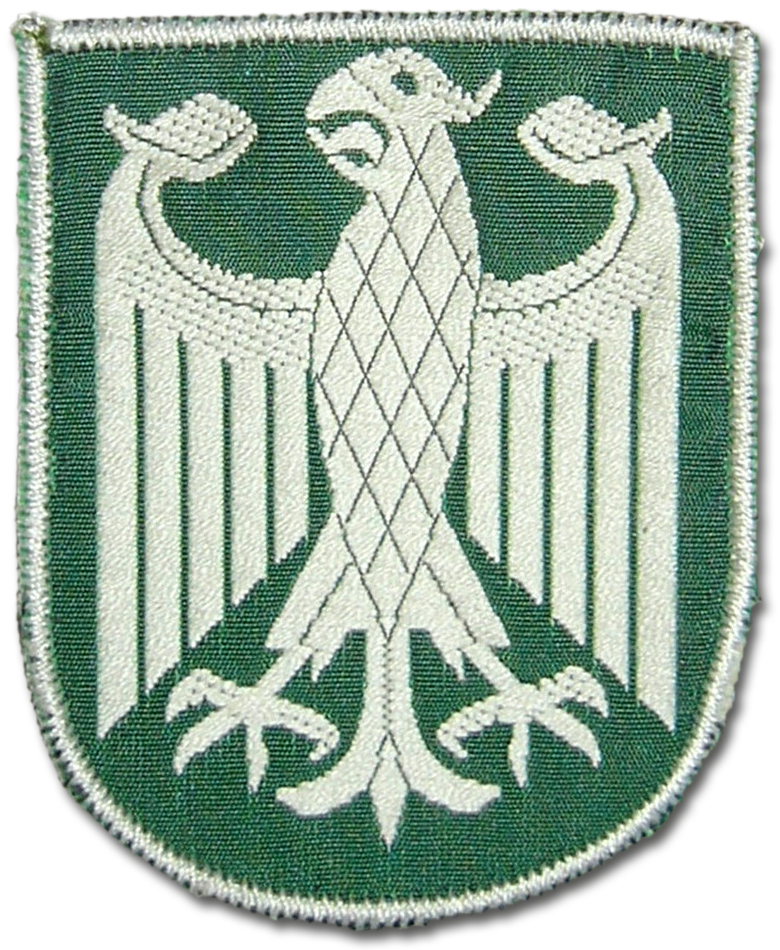
Федеральний орел BGS (Bundesadler), який носили з 1952 по 1976 рік

Bundesgrenzschutz (BGS; англ. Federal Border Guard) — колишня назва німецької Bundespolizei (Федеральної поліції). Створений 16 березня 1951 року як підпорядкований орган Федерального міністерства внутрішніх справ, BGS спочатку був зосереджений на захисті західнонімецьких кордонів. У перші дні підрозділи BGS мали військові структури, навчання та обладнання. Офіцери правоохоронних органів юридично мали статус учасника бойових дій до 1994 року. Більша частина раннього особового складу BGS приєдналася до новостворених Збройних сил Німеччини (Бундесвер) у 1956 році і таким чином внесла значний внесок у переозброєння Західної Німеччини. BGS було перейменовано на Bundespolizei 1 липня 2005 року. Зміна назви не вплинула на правовий статус чи повноваження агентства, а скоріше відображає його перехід до багатогранного поліцейського органу з контролем на кордоні, залізницею та повітряним транспортом. безпеки.

## Історія
Новостворена Федеративна Республіка Німеччина хотіла створити власну федеральну прикордонну охорону та поліцію. Установчий акт Федеральної прикордонної служби (Bundesgrenzschutz, BGS) був прийнятий 14 листопада 1950 року федеральним кабінетом і 15 лютого 1951 року Бундестагом. BGS було засновано 16 березня 1951 року.
Холодна війна почалася, але подорожі між Східною та Західною Німеччиною ще не були обмежені Берлінською стіною (1961). Громадяни Німеччини могли вільно пересуватися з DDR до BRD у Берліні, але люди, які намагалися незаконно перетнути деінде, ймовірно, були або комерційними контрабандистами, або шпигунськими агентами, що перевозили контрабанду (наприклад, радіопередавачі). Окупаційна влада вирішила, що це може бути краще забезпечено постійною силою німців, які добре знали прикордонні ліси та гори (а не британські чи американські війська, які повернулися з Німеччини через рік-два) і за рахунок Німеччини, а не союзників. BGS була організована за воєнізованими лініями в батальйони, роти та взводи, і була озброєна як легка піхота. Вона залишалася поліцейською силою, яка контролювалася Міністерством внутрішніх справ, а не Міністерством оборони.
Загін морської прикордонної охорони (Seegrenzschutz) був сформований у складі BGS 1 липня 1951 року. Він складався з приблизно 550 членів і був оснащений чотирнадцятьма великими патрульними катерами та кількома вертольотами.
3 жовтня 1953 року Bundespasskontrolldienst (служба паспортного контролю), яка була створена 19 вересня 1951 року, була передана BGS і тепер була розгорнута на всьому німецькому кордоні.
BGS спочатку був воєнізованою силою чисельністю 10 000 осіб, яка відповідала за охорону зони глибиною 30 кілометрів (19 миль) уздовж кордону. Згодом це стало основою нинішньої національної напівмілітаризованої поліції. 19 червня 1953 року його дозволену чисельність було збільшено до 20 000 чоловіків, суміші призовників і добровольців, оснащених броньованими автомобілями, протитанковими гарматами, гелікоптерами, вантажівками та джипами. До 1956 року його чисельність становила 16 414 чоловік. Після формування Бундесверу в 1955 році понад 10 000 членів BGS добровільно приєдналися до нової німецької армії в 1956 році. Того року Seegrenzschutz був повністю поглинений до складу ВМС Німеччини. Нова морська прикордонна охорона була створена восени 1964 року як Bundesgrenzschutz See (BGS See).
Незважаючи на те, що BGS не передбачалося мати можливість відбити повномасштабне вторгнення, BGS було доручено боротися з невеликими загрозами безпеці кордонів Західної Німеччини, включаючи міжнародні кордони, а також внутрішній кордон Німеччини. Він мав обмежені поліцейські повноваження в зоні своїх операцій, щоб мати змогу боротися із загрозами миру на кордоні. BGS мав репутацію напористого, що робило його особливо непопулярним серед східних німців, які постійно критикували його як реінкарнацію Schutzstaffel часів нацистської Німеччини. Він також підтримував тривалу ворожнечу з Bundeszollverwaltung щодо того, яке агентство має нести головну відповідальність за внутрішній кордон Німеччини.
Прийняття Німецьких актів про надзвичайний стан 30 травня 1968 року звільнило BGS від його квазівійськових завдань, тому що Бундесвер тепер міг діяти всередині Федеративної Республіки у випадку надзвичайної ситуації. У середині 1970-х років структуру військових звань, схожу на структуру Бундесверу, замінили розрядами цивільної служби. Військова форма була зеленого кольору, але польові підрозділи носили камуфляжну форму та інколи сталеві каски та все ще проводили військову підготовку.

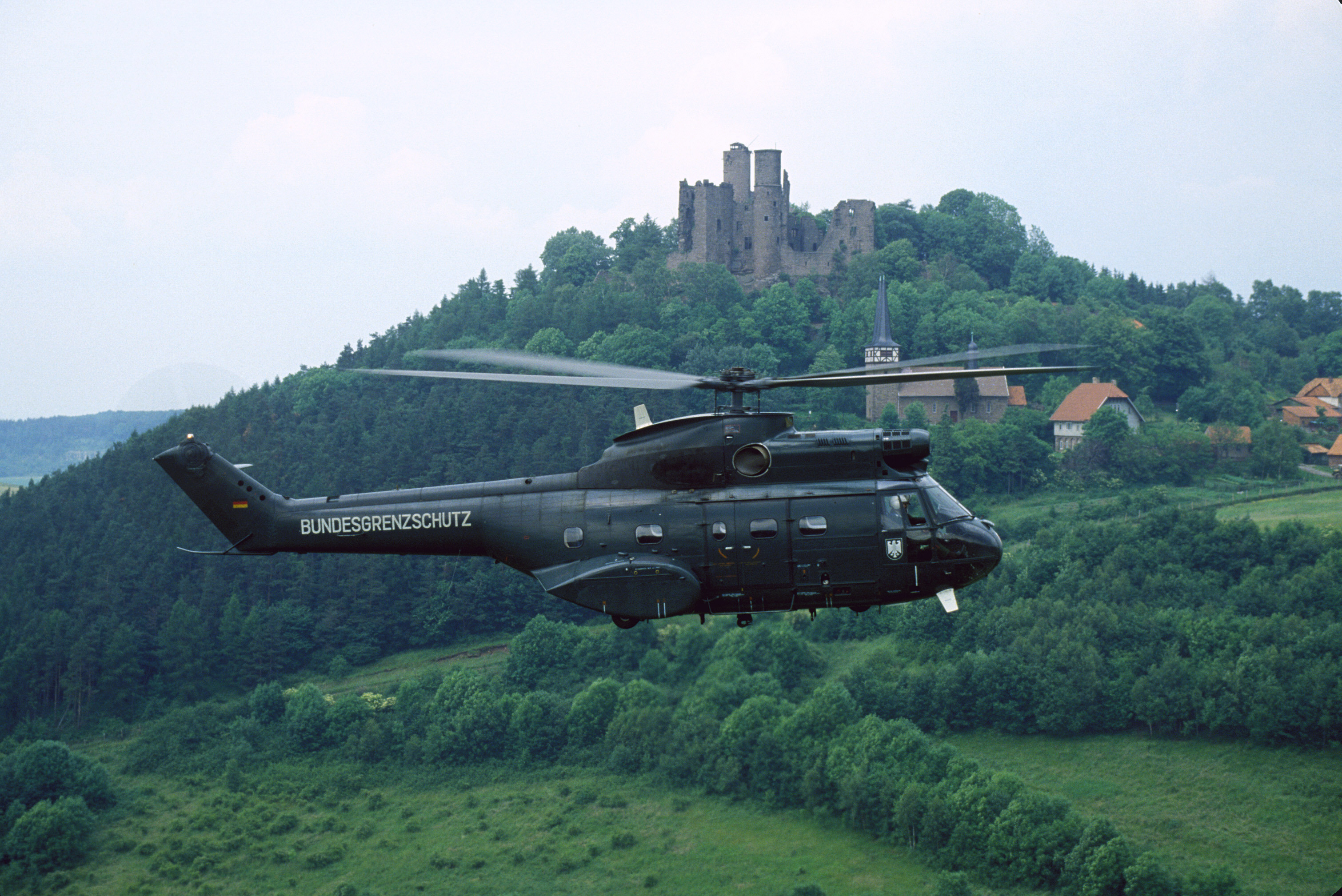
Гелікоптер Aerospatiale SA.330J Puma, що експлуатується Західною Німеччиною Bundesgrenzschutz у 1985 році.

У 1972 році BGS став відповідальним за безпеку Федерального конституційного суду, Bundespräsident (федерального президента), Bundeskanzler (федерального канцлера), міністерства закордонних справ і федерального міністерства внутрішніх справ. Незважаючи на те, що закон про обов’язкову прикордонну службу все ще діє, у 1974 році BGS стала повністю добровольчою силою, а в 1987 році почала набирати жінок..
Серед іншого він був оснащений бронеавтомобілями, кулеметами, автоматами, сльозогінним газом, ручними гранатами, гранатами, протитанковою зброєю. Весь особовий склад, який ніс прикордонну та охоронну службу, носив зброю. П'ять підрозділів мали легкі літаки та гелікоптери для швидкого доступу до віддалених прикордонних районів і для патрулювання та рятувальних місій. Деякі підрозділи фактично були гірськими військами через їхню спеціалізовану підготовку, обладнання та оперативну зону (наприклад, Баварські Альпи).

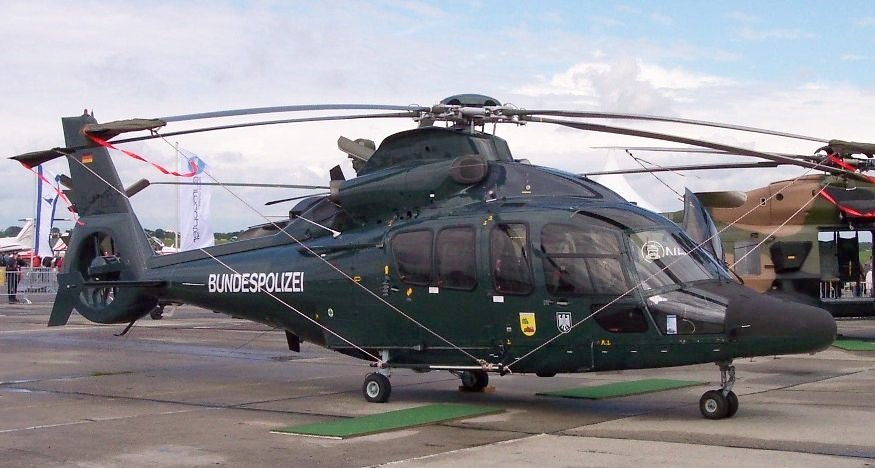
Колишній BGS Eurocopter EC 155 з поточними маркуваннями, але темно-зеленою фарбою BGS

Крім контролю на кордоні Німеччини, поліція BGS Alert служила федеральним резервом для боротьби з великими заворушеннями та іншими надзвичайними ситуаціями, що не входили до компетенції земельної поліції. BGS охороняла аеропорти та іноземні посольства, а для особливих кризових ситуацій, коли потрібна підривна техніка, гелікоптери чи бойові машини, доступні кілька високопідготовлених загонів.
До 1972 року BGS було організовано у вісім підрозділів, відомих як Grenzschutzgruppen (підрозділи прикордонної охорони) GSG-1 до GSG-8. Після того, як під час терористичної атаки на ізраїльських спортсменів під час літніх Олімпійських ігор 1972 року було виявлено недоліки в поліцейських процедурах і підготовці, була сформована оперативна група BGS, відома як Grenzschutzgruppe 9 (GSG-9), яка займатиметься терористичними інцидентами, особливо ситуаціями із захопленням заручників. GSG-9 привернув увагу світу, коли врятував вісімдесят шість пасажирів авіалайнера рейсу Lufthansa 181, який був викрадений до Могадішо, Сомалі, у 1977 році.

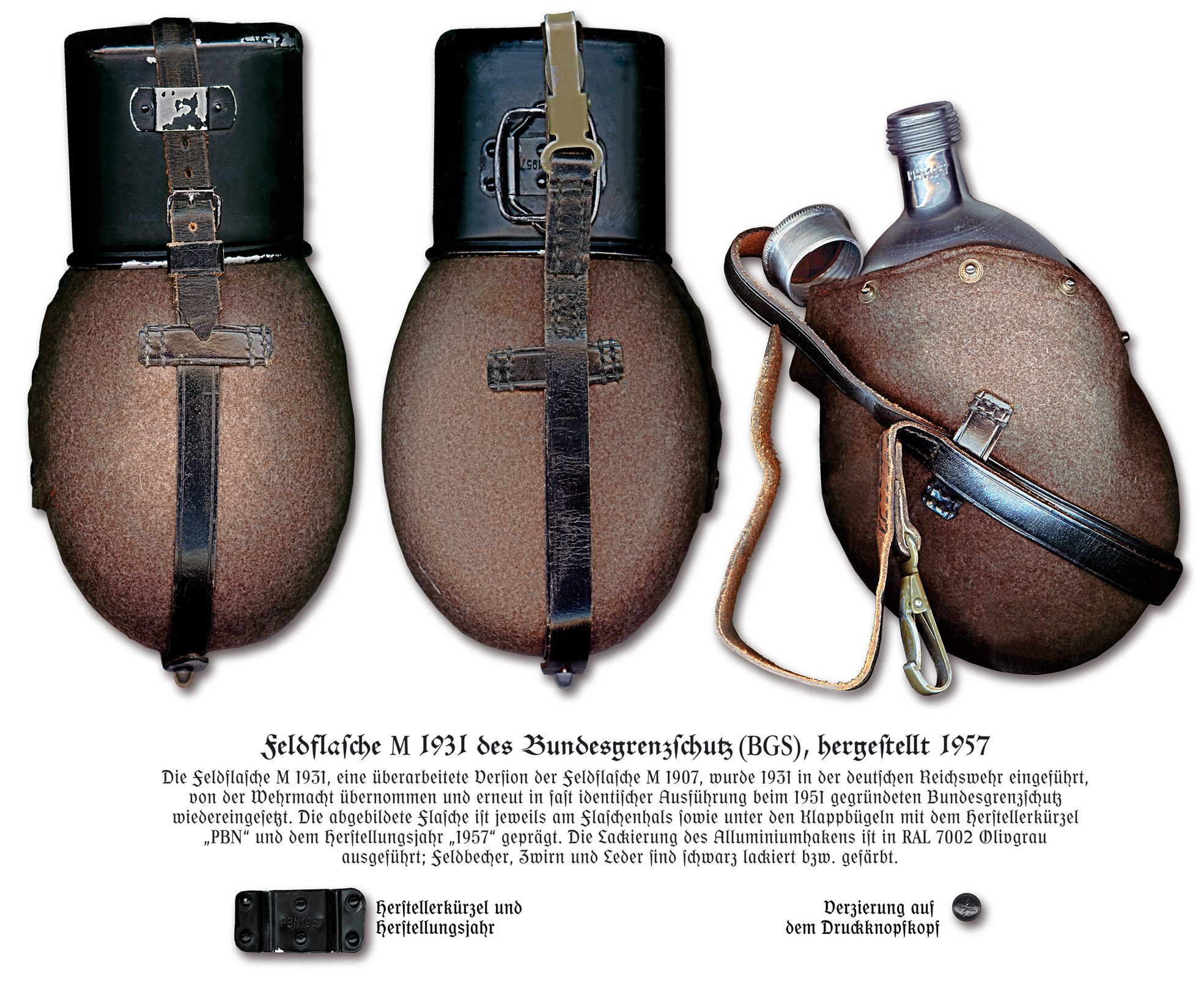
Фляги BGS, виготовлені 1957 р

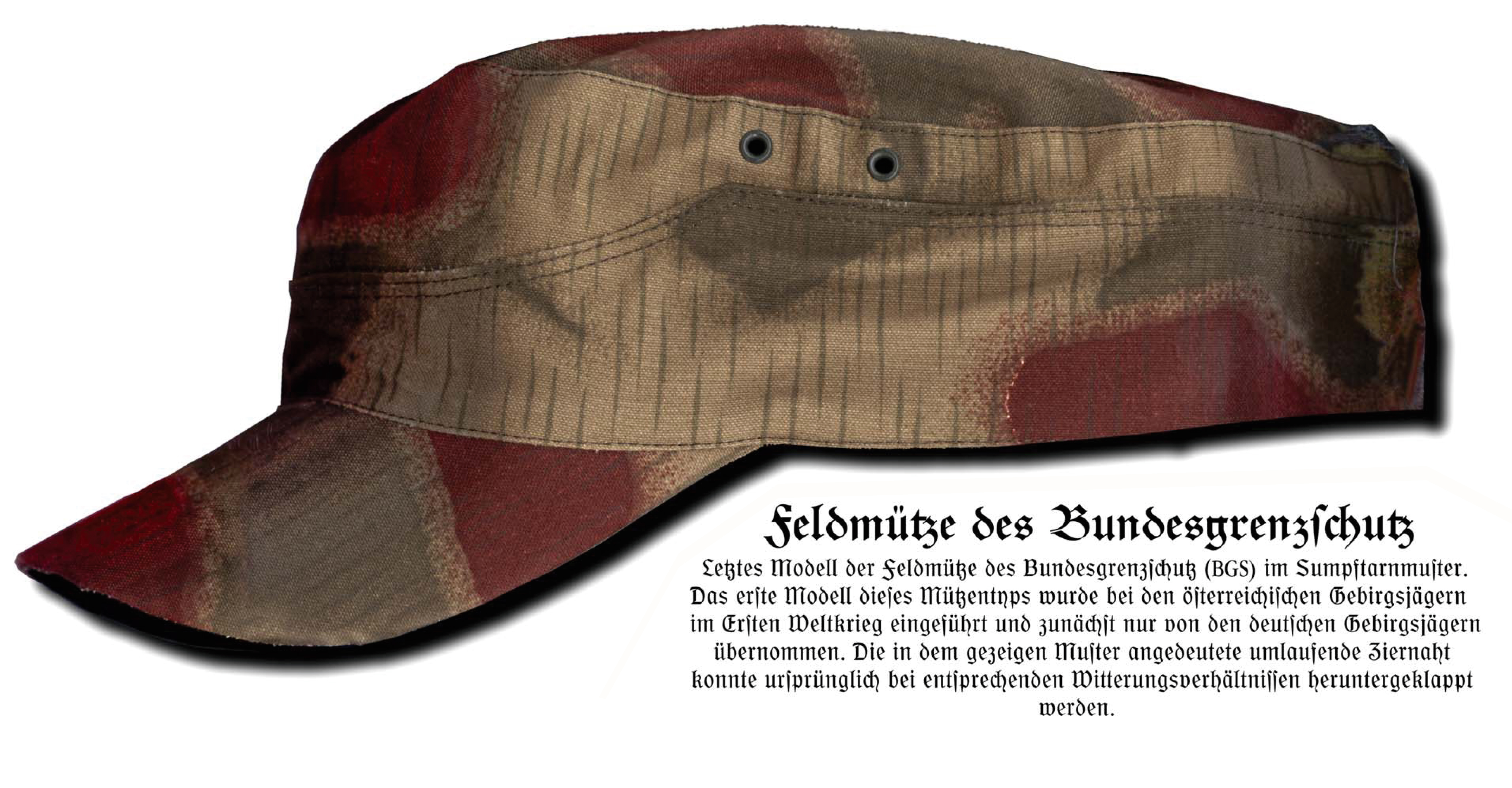
Кепка BGS, використовувалася до 1976 року

У червні 1990 року було скасовано прикордонні патрулі та контроль осіб на внутрішньонімецькому кордоні  Після возз'єднання Німеччини 3 жовтня 1990 року обов'язки транспортної поліції Східної Німеччини та відповідальність за повітряну безпеку в нових федеральних землях взяла на себе BGS. Німецька залізнична поліція (Bahnpolizei), яка раніше була незалежною силою, була реорганізована під BGS 1 квітня 1992 року в рамках підготовки до приватизації залізниці. Залізнична система (колишня федеральна) залишається федеральною компетенцією, а поліцейські сили земель не мають влади над залізницею.
На початку 1995 року чисельність BGS становила 24 000 осіб.

## Помітні кадри
- Антон Грассер Курт Андерсен (генерал)  Ульріх Вегенер  Майкл Ньюрзелла

## Галерея

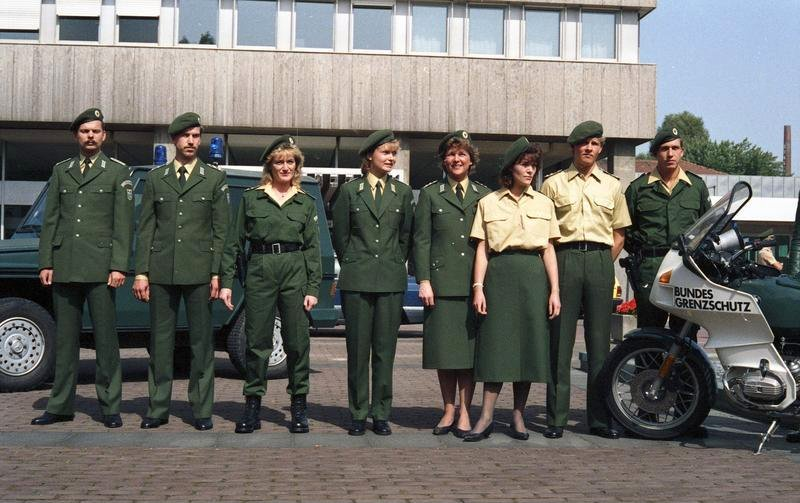
Уніформа BGS c. 1987 рік
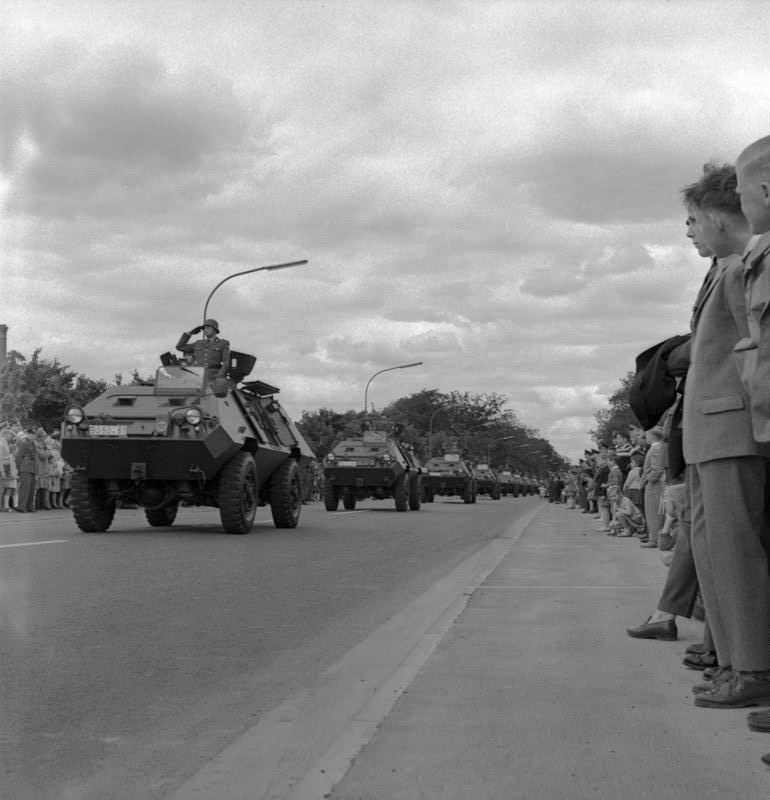
Парад на честь 10-ї річниці в Любеку, 1961 рік. Видно машини Mowag MR 8s.
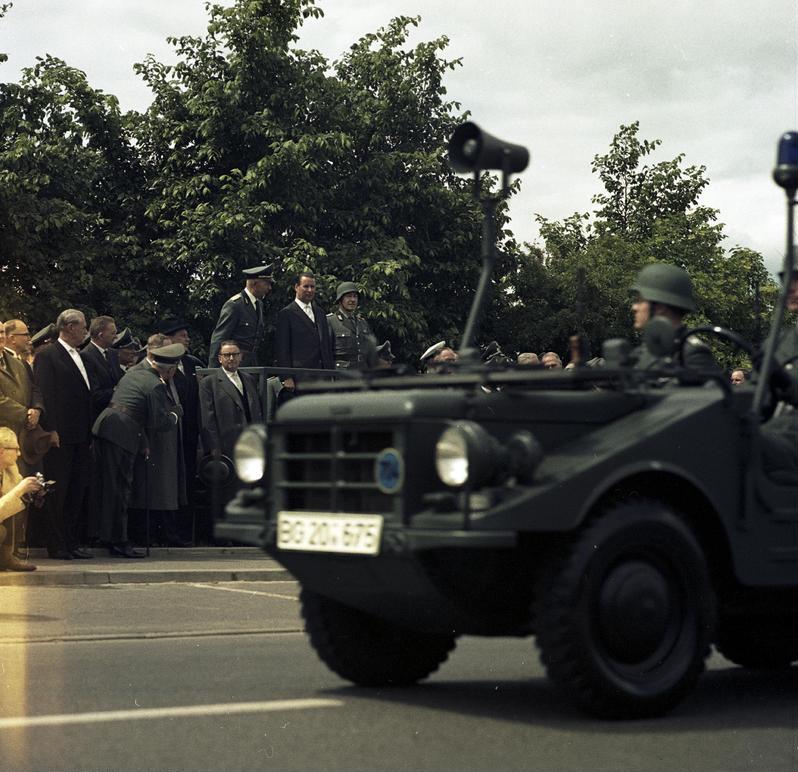
Парад на честь 10-ї річниці в Любеку, 1961 рік. Автомобіль на передньому плані — DKW-Munga.
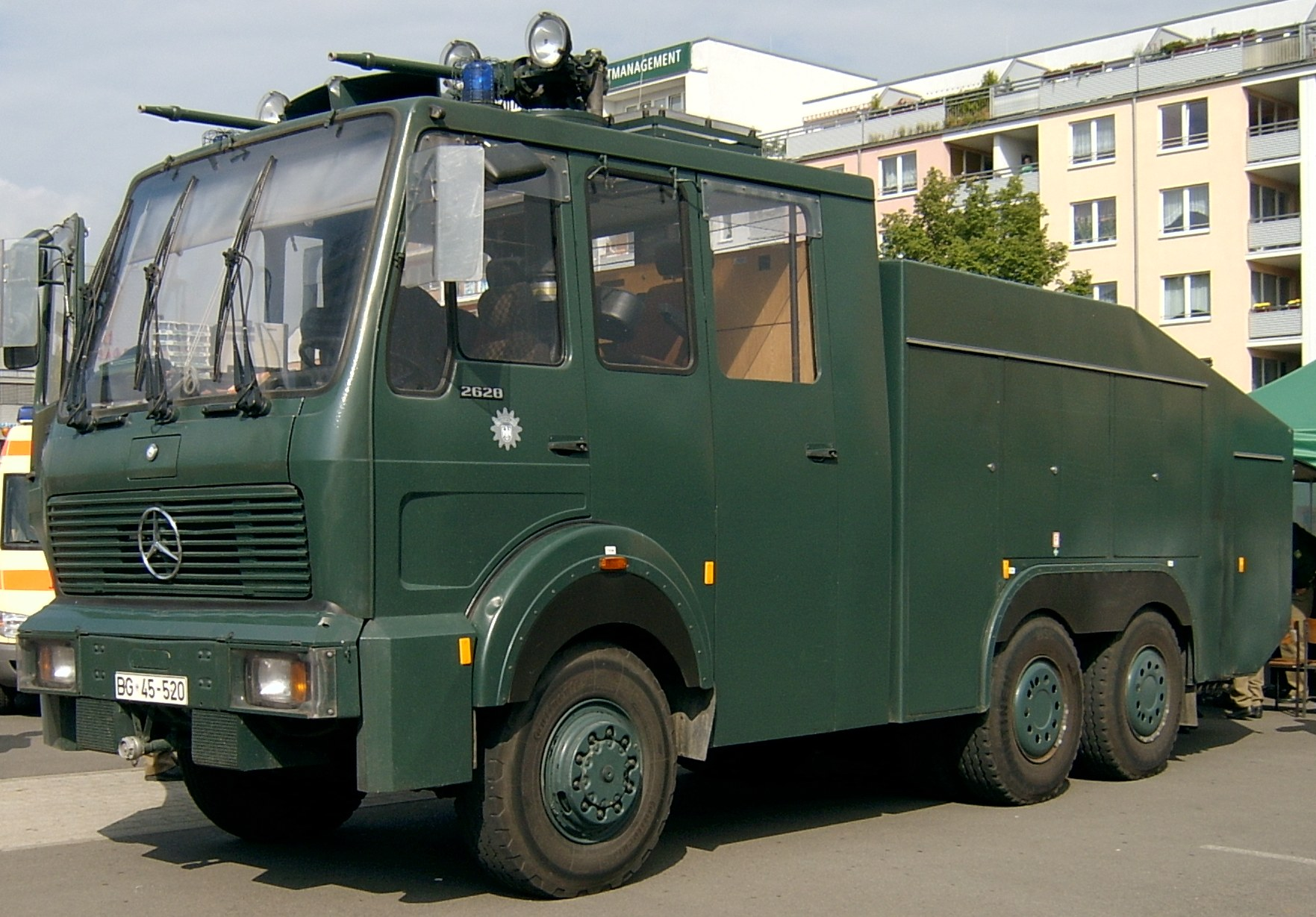
Водомет [Mercedes-Benz NG 2628 WaWe 90002006-08], Франкфурт (Одер) 12
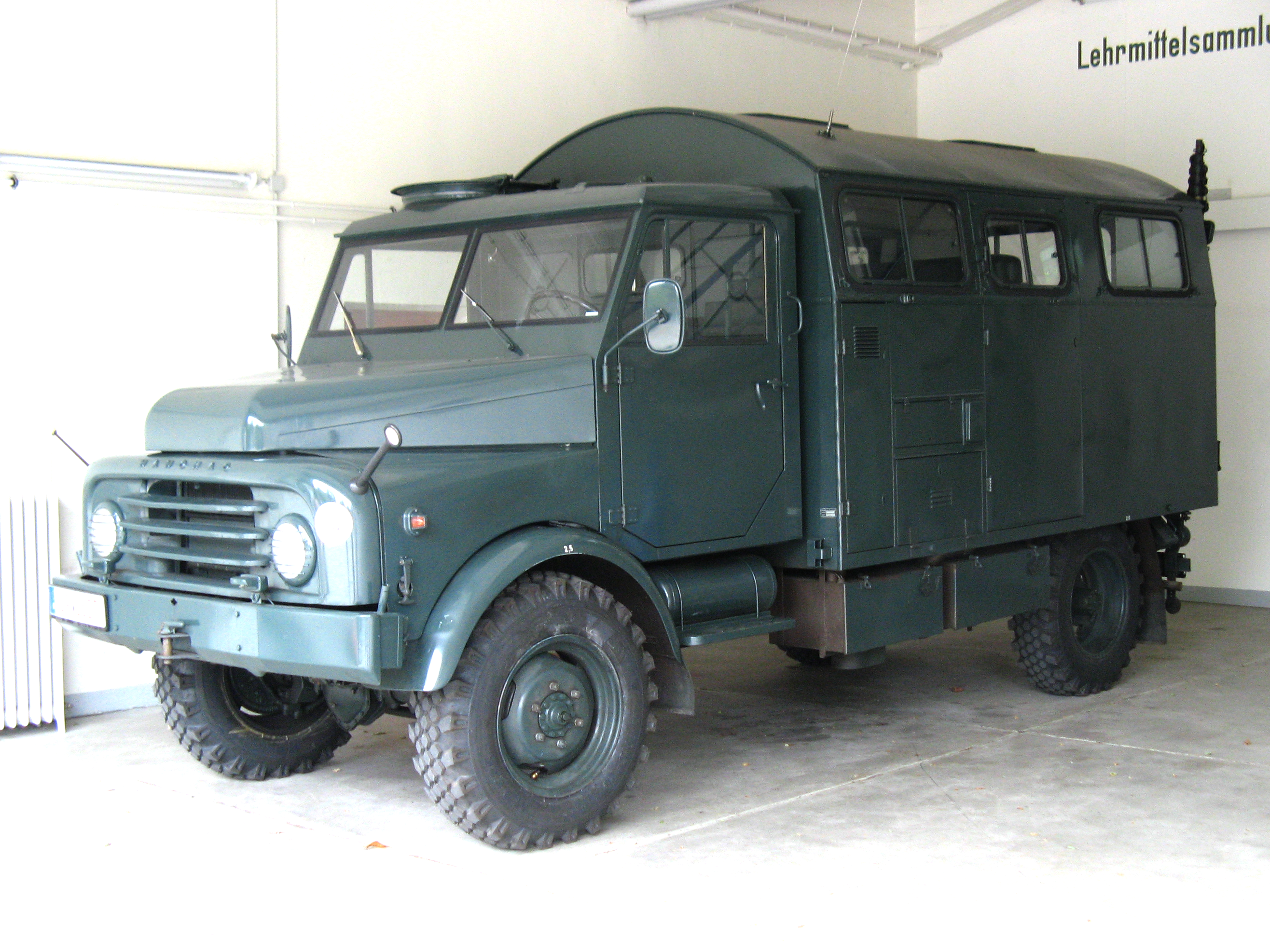
ХаномагAL-28 BGS Funkkraftwagen (Радіо автомобіль) Л
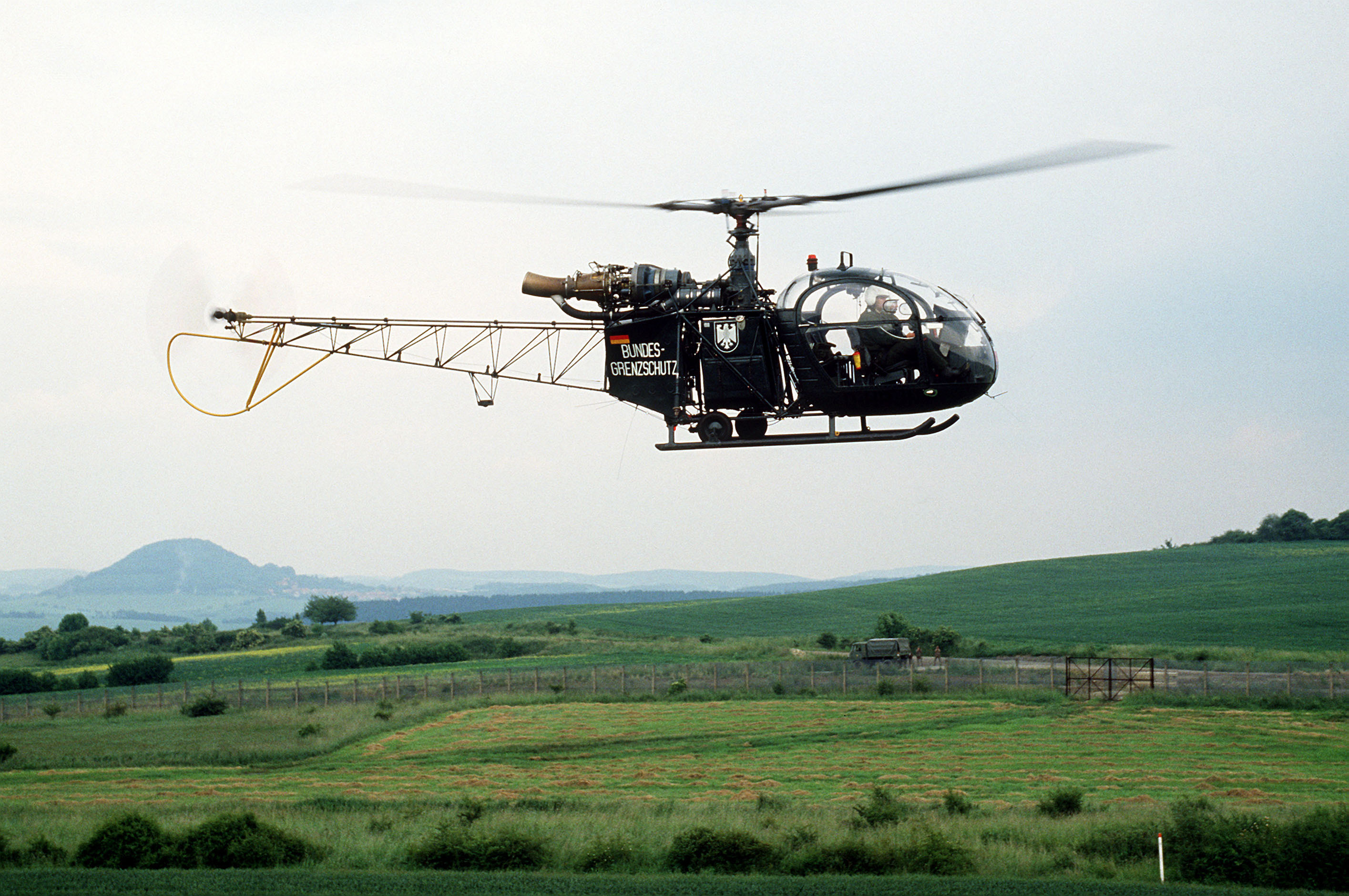
Гелікоптер Bundesgrenzschutz Алует II патрулює західнонімецьку сторону внутрішнього кордону Німеччини, 1985 рік
Члени 11-ї бронекавалерії зупиняються, щоб поговорити з прикордонною поліцією Західної Німеччини під час патрулювання кордону між Східною та Західною Німеччиною на легкових автомобілях М151
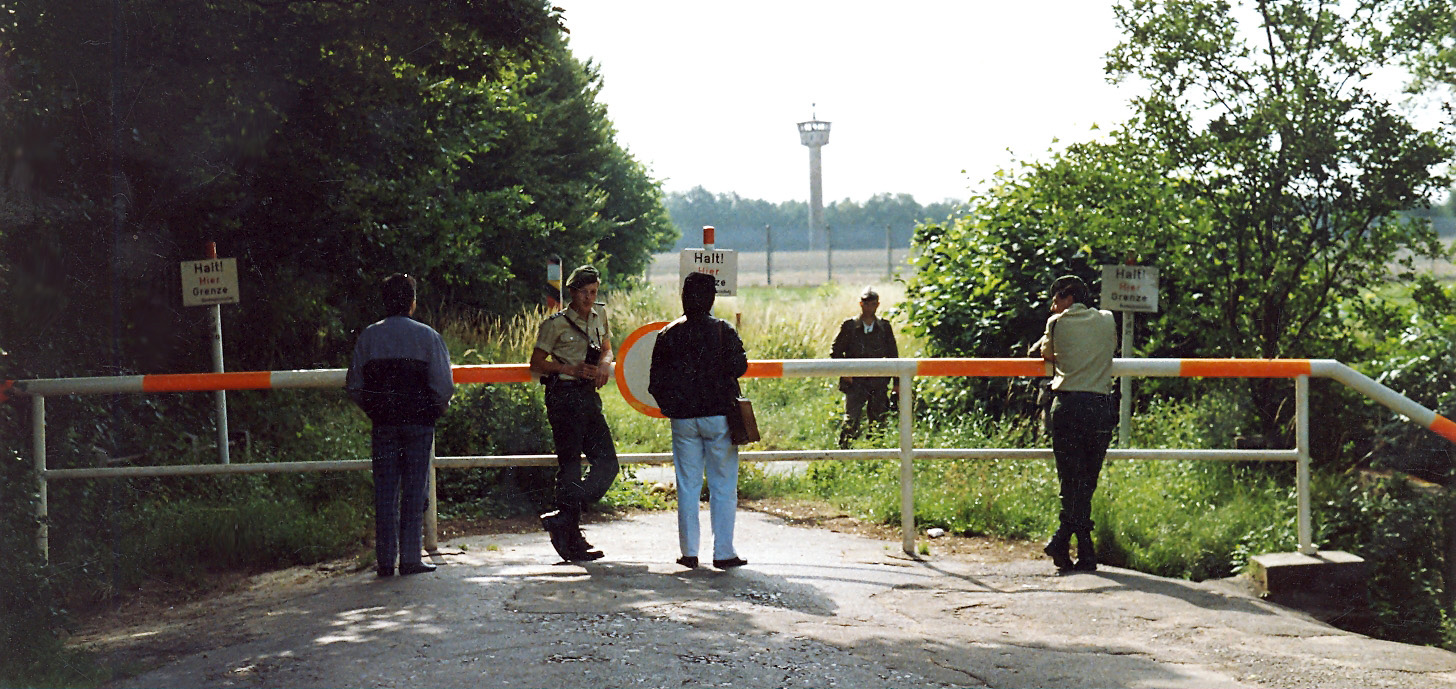
Західнонімецький прикордонний персонал, цивільні особи та східнонімецький прикордонник на протилежних сторонах лінії кордону в Гернбурзі поблизу Любека

## Дивись також
- Окупована союзниками Німеччина
- Прикордонна поліція Баварії
- Б-Жандармерія
- Прикордонники внутрішнього німецького кордону
- Британська прикордонна служба
- Bundeszollverwaltung (Федеральна митна служба)
- Перетин внутрішнього німецького кордону
- Розбудова внутрішнього німецького кордону
- Спроби втечі та жертви внутрішнього німецького кордону
- Падіння внутрішнього німецького кордону
- Укріплення внутрішнього німецького кордону
- Grepo
- Прикордонний пункт Гельмштедт-Марієнборн ( КПП Альфа )
- Зональна поліція Сполучених Штатів
- Volkspolizei-Bereitschaft (Східнонімецька спецполіція)
- Східнонімецькі прикордонники

## Зовнішні посилання
- Сайт історії BPOL
- Домашня сторінка Bundespolizei (німецькою мовою)
- Інформаційна брошура про Bundespolizei (німецькою та англійською мовами) останнє оновлення в серпні 2005 року

Німецькі сторінки на BGS
- (німецькою) - Ви можете побачити старий Bundesgrenzschutz на історичних фотографіях і фільмах, а також можете послухати пісні Bundesgrenzschutz
- Сторінка історії BPOL BGS
- http://www.beim-alten-bgs.de
- http://www.bgs-erinnerung.de
- http://www.grenzstreife.de
- Die Mowag-Sonderwagen des BGS